# Унха
Унха (на корейски: 은하, „Галактика“ / „Млечен път“) е тристепенна ракета носител, употребявана от Северна Корея за изстрелване на космически спътници. Унха има сходно устройство и параметри с междуконтиненталната ракета Тепходон-2.
Първото изстрелване на ракета Унха е осъществено на 5 април 2009 година. Пренасяният спътник Кванмьонсон-2 е вторият от серията Кванмьонсон. Първият е изстрелян през 1998, но повреда в третата степен на ракетата носител Пектусан довежда до фатално отклонение на апарата и той не успява да се задържи в орбита. Второто изстрелване също се проваля, по всяка вероятност отново заради неизправност в твърдогоривната трета степен. И в двата случая правителството на КНДР настоява, че спътниците са навлезли успешно в орбита.
САЩ, Япония и Южна Корея се възпротивяват срещу решението на КНДР да проведе изстрелването, възприемайки го като изпитание на междуконтинентална балистична ракета, а не опит за изстрелване на спътник. НОРАД проследява траекторията на ракетата и обявява, че първата степен пада по план в Японско море, а останалите – в Тихия океан, но навлизащ в орбита обект не бива засечен. След по-задълбочен анализ става ясно, че втората степен също е функционирала без проблем, но третата не се е отделила от нея и пада в океана заедно със спътника, на 3850 километра от космодрума Мусудан-ри. Противно на по-ранните мнения, че ракетата се състои от уголемени двигатели на Родон-1 (която на свой ред е уголемена ракета Скъд), записите от изстрелването показват много по-сложни системи за управление, както и механизъм за степенуване на тягата.
На 12 декември 2012 година ракетата е изстреляна за трети път, като спътникът Кванмьонсон-3 е инжектиран успешно в орбита, което прави КНДР космическа държава.
Ракетата има следните габарити: 32 метра дължина, 2,41 метра широчина, 85 000 килограма тегло, 100 килограма полезен товар.